# Polyommatus (Plebicula)
Polyommatus (Plebicula) es un subgénero de lepidópteros ditrisios de la familia Lycaenidae.

## Especies
- Polyommatus (Plebicula) atlantica
- Polyommatus (Plebicula) dorylas, Schiffermüller, 1775.
- Polyommatus (Plebicula) golgus, Hübner, 1813.
- Polyommatus (Plebicula) sagratrox, Aistleitner, 1986.
- Polyommatus (Plebicula) nivescens